# Il gioco delle coppie
Il gioco delle coppie è stato un programma televisivo italiano di genere game show, trasmesso su Italia 1 dal 1985 al 1986 e proseguito su Canale 5 e Rete 4, con piccole modifiche alla formula ed al titolo, fino al 1994. In tutte le sette edizioni pomeridiane, il sottofondo del programma ha avuto la batteria di James Gadson.

## Il programma
Lo scopo del gioco è quello di far scegliere ad un "cacciatore" (di entrambi i sessi) un partner fra tre scelte, in base alle risposte che queste danno alle domande del cacciatore. La prescelta (o eventualmente il prescelto) viene mostrato al cacciatore soltanto dopo la scelta definitiva, quando viene aperto il muro che li separa. Alla coppia formatasi viene regalato un viaggio premio.

### Nascita e debutto con Marco Predolin
Ripreso dallo statunitense The Dating Game, il programma debutta nel palinsesto di Italia 1 il 23 settembre 1985, andando in onda dal lunedì al sabato alle ore 19:00 con la conduzione di Marco Predolin. Tra le varie vallette che si sono susseguite nelle prime stagioni ci sono state Linda Lorenzi e Federica Panicucci, Karin Nimatallah, Irene Carestia e Eleonora Resta; La produzione del programma è a cura di Fatma Ruffini, la regia delle prime stagioni è affidata a Rinaldo Gaspari, mentre l'autore dei testi è Marco Balestri. Dal 1986 la trasmissione viene spostata su Rete 4 sempre in fascia preserale, per poi approdare nel 1988 su Canale 5 alle 14:15.

### Affermazione con Corrado Tedeschi
Dal 10 settembre 1990, con l'inizio della sesta edizione del quiz, Corrado Tedeschi subentra a Marco Predolin nella conduzione. Valletta di quella edizione è la futura giornalista Elena Guarnieri. Il programma viene riconfermato per una settima stagione diretta da Roberta Bellini e sempre condotta da Tedeschi; dal 7 marzo 1992 le puntate del sabato vedono impegnati nella consueta caccia all'anima gemella dei concorrenti più anziani. Nell'estate del 1992 Tedeschi conduce anche la prima versione estiva del programma, affiancato da Ketty Mrazova.

### Sigla
La sigla di chiusura del programma, intitolata Giocando con il Funky, è composta da Giampiero Boneschi e Sergio Farina. Si caratterizza per un virtuoso sassofono solista.

## Il nuovo Gioco delle Coppie
Dopo alcuni mesi di pausa, lunedì 1º marzo 1993 alle ore 19:50 su Rete 4, il programma viene riproposto con una nuova versione a cura di Gregorio Paolini intitolata Il nuovo gioco delle coppie, condotto da Giorgio Mastrota e Natalia Estrada. La nuova edizione prevede in alcune puntate la presenza di VIP, pronti a vestire sotto falso nome le vesti di prede. Tra questi intervengono Moana Pozzi, Nadia Rinaldi, Tiberio Timperi, Stefano Tacconi, Sonia Cassiani e Sabrina Salerno. Nel caso che il concorrente scelga come partner il personaggio vip, non vince un viaggio con questi ma raddoppia il suo montepremi personale, aggiudicandosi un viaggio per due persone. Nello stesso periodo di messa in onda de Il nuovo gioco delle coppie, la Estrada conduce sul canale Telecinco anche la versione spagnola del programma, intitolata Vivan los novios. Forte del successo ottenuto, da giugno a settembre dello stesso anno la coppia conduce da Riccione, una versione estiva del programma intitolata Il nuovo gioco delle coppie Estate. Il programma viene confermato anche nell'autunno/inverno 1993, andando in onda sino a venerdì 31 dicembre. La nuova edizione prevede nelle prime settimane delle puntate itineranti in giro per l'Italia, e nel periodo natalizio delle puntate speciali con protagonisti i bambini.

## Il Gioco delle Coppie Beach
Dal 20 giugno 1994 alle ore 12.00 su Rete 4, viene realizzata in onda da Gabicce Mare una nuova edizione estiva dal titolo Il gioco delle coppie Beach, con la conduzione dei Trettré e di Wendy Windham. Partecipano al programma nel ruolo di "boe" l'ex Miss Italia Eleonora Benfatto e Gilda Gulli.

## Conduttori
- 23 settembre 1985–28 giugno 1986: Marco Predolin con la partecipazione di Eleonora Ventriglia e Karin Nimatallah.
- 15 settembre 1986–26 giugno 1987: Marco Predolin con la partecipazione a turno di Eleonora Ventriglia, Linda Lorenzi, Laura di Mauro e Raffaella de Riso;
- 7 settembre 1987–25 giugno 1988: Marco Predolin con la partecipazione a turno di Karin Nimatallah, Cinzia Monreale, Irene Carestia e Eleonora Resta;
- 12 settembre 1988–24 giugno 1989: Marco Predolin con la partecipazione a turno di Federica Panicucci e Elvira Zenga;
- 4 settembre 1989–30 giugno 1990: Marco Predolin con la partecipazione a turno di Federica Panicucci e Koko Geraldine Ekpeyong;
- 10 settembre 1990–29 giugno 1991: Corrado Tedeschi con la partecipazione a turno di Koko Geraldine Ekpeyong ed Elena Guarnieri;
- 9 settembre 1991–27 giugno 1992: Corrado Tedeschi con la partecipazione a turno di Grace Rusconi, Michela Simoni e Conchita Puglisi;
- Estate 1992: Corrado Tedeschi con la partecipazione di Ketty Mrazova;
- Primavera 1993: Giorgio Mastrota e Natalia Estrada con la partecipazione di Jimmy Di Stolfo;
- Estate 1993: Giorgio Mastrota e Natalia Estrada con la partecipazione di Michela Simoni e Jimmy Di Stolfo;
- Autunno 1993: Giorgio Mastrota e Natalia Estrada con la partecipazione di Michela Simoni e Jimmy Di Stolfo;
- Estate 1994: Trettré e Wendy Windham con la partecipazione di Eleonora Benfatto, Gilda Gulli e Jimmy Di Stolfo.